# Hellekis naturreservat
Hellekis är ett naturreservat inom Kinnekulle naturvårdsområde i Götene kommun i Västergötland.
Området är skyddat sedan 2007 och omfattar 21 hektar. Det ligger på platåberget Kinnekulles nordvästra sida och består av gammal gran- och tallskog. Det ligger nära Hellekis säteri som har medeltida ursprung. Där går även Kinnekulle vandringsled. Något längre nordost ligger orten Hällekis.

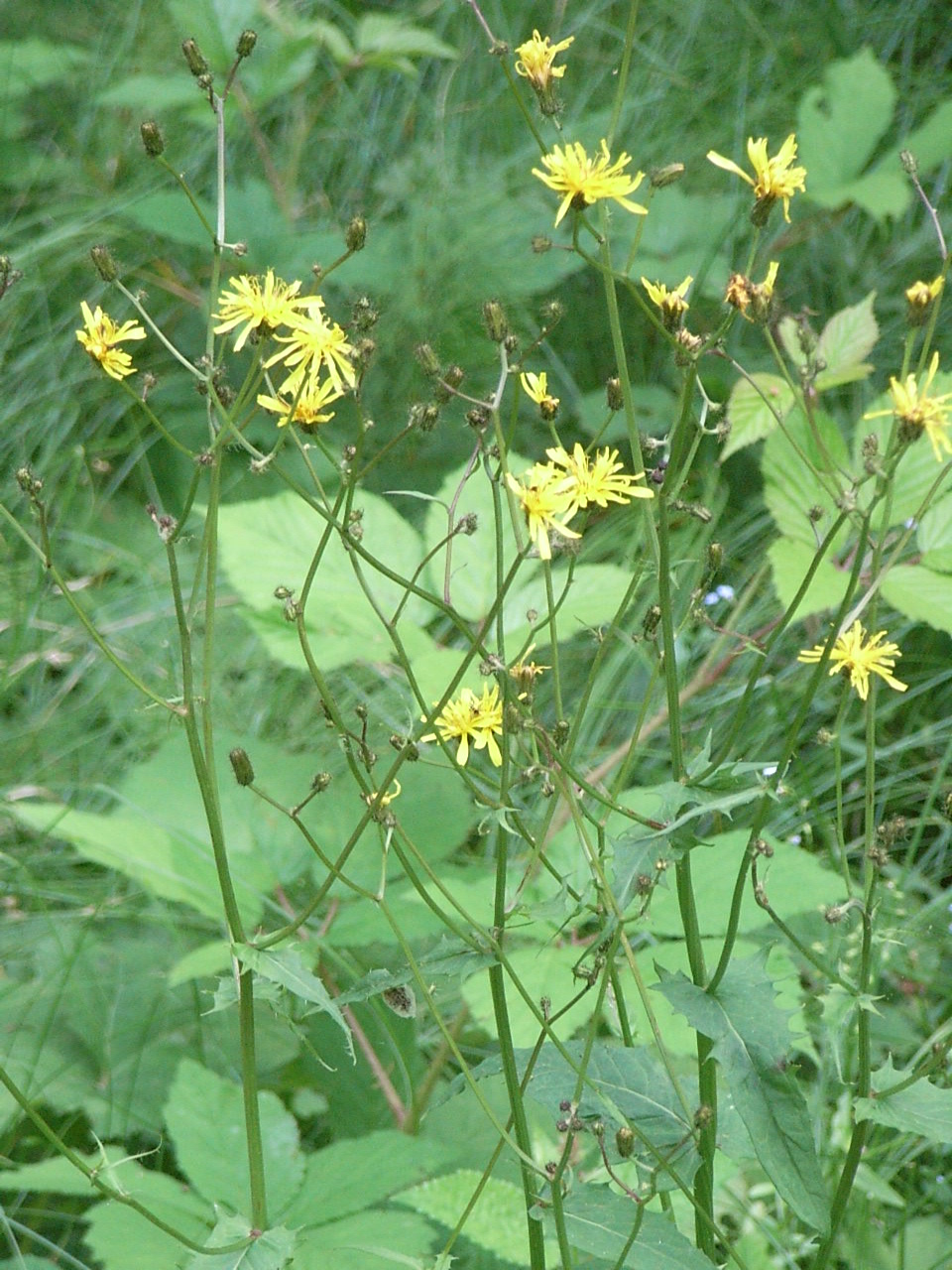
Kärrfibbla

Många av tallarna i skogen är mycket gamla och flera är angripna av tallticka. Ner mot Vänerns strand i väster dominerar granen. Där finns vågig sidenmossa, havstulpanlav och lysmossa. Många växter kan beskrivas i området såsom älgört,  skogsnycklar, skogsbingel, kärrfibbla, kabbeleka, ramslök och gulsippa. Av förekommande svampar kan gränstickan nämnas.
Hellekis naturreservat ingår i EU:s nätverk av skyddade områden, Natura 2000.